# صالح مصطفوی
سیدمحمدصالح مصطفوی (زاده ۶ اردیبهشت ۱۳۶۲ در مشهد) معروف به صالح مصطفوی، بازیکن سابق و مربی فوتبال اهل ایران است. وی سابقه بازی در تیم نیروی زمینی تهران را در کارنامه خود دارد و همچنین در دوران بازی خود، تجربه بازی در تیم ملی فوتبال ساحلی ایران را هم دارد.
مصطفوی در عرصه مربیگری تجربه همکاری با چهره‌هایی مانند ناصر حجازی، علیرضا منصوریان، والتر زنگا، کارلوس کی‌روش، آندره‌آ استراماچونی، مجید نامجومطلق و فرهاد مجیدی را در کارنامه خود دارد. او دارای مدرک مربیگری سطح A آسیا بوده و در لیگ برتر فوتبال ایران تجربه قهرمانی به عنوان مربی را همراه تیم استقلال در فصل ۰۱-۱۴۰۰ را به‌دست آورده است. وی همچنین سرمربیگری موقت در تیم استقلال را هم تجربه کرده است.

## آمار مربیگری
| تیم                | سمت              | سرمربی                                          | از   | تا   | دستاورد |
| ------------------ | ---------------- | ----------------------------------------------- | ---- | ---- | --- |
| ابومسلم خراسان     | آنالیزور         | ناصر حجازی                                      | ۱۳۸۷ | ۱۳۸۸ | - |
| تیم ملی امید ایران | آنالیزور         | علیرضا منصوریان                                 | ۱۳۸۹ | ۱۳۹۱ | صعود به مرحله نهایی جام ملت‌های زیر ۲۳ سال آسیا |
| النصر امارات       | آنالیزور         | والتر زنگا                                      | ۱۳۹۱ | ۱۳۹۲ | رتبه چهارم لیگ برتر امارات صعود به مرحله گروهی لیگ قهرمانان آسیا |
| الجزیره امارات     | آنالیزور         | والتر زنگا                                      | ۱۳۹۲ | ۱۳۹۳ | رتبه سوم لیگ برتر امارات صعود به مرحله یک‌هشتم نهایی لیگ قهرمانان آسیا |
| نفت تهران          | مربی             | علیرضا منصوریان                                 | ۱۳۹۳ | ۱۳۹۵ | رتبه سوم لیگ برتر ایران صعود به مرحله یک‌چهارم نهایی لیگ قهرمانان آسیا صعود به فینال جام حذفی فوتبال ایران ۹۶–۱۳۹۵                                                                            |
| استقلال تهران      | مربی             | علیرضا منصوریان                                 | ۱۳۹۵ | ۱۳۹۷ | رتبه دوم لیگ برتر ایران صعود به مرحله یک‌هشتم نهایی لیگ قهرمانان آسیا |
| تیم ملی ایران      | آنالیزور         | کارلوس کی‌روش                                    | ۱۳۹۷ | ۱۳۹۷ | - |
| استقلال تهران      | مربی سرمربی موقت | آندره‌آ استراماچونی، فرهاد مجیدی، مجید نامجومطلق | ۱۳۹۷ | ۱۳۹۸ | رتبه دوم لیگ برتر ایران صعود به مرحله یک‌هشتم نهایی لیگ قهرمانان آسیا صعود به فینال جام حذفی فوتبال ایران ۱۳۹۸                                                                                |
| استقلال تهران      | مربی             | فرهاد مجیدی                                     | ۱۳۹۸ | ۱۴۰۰ | قهرمانی بدون شکست در لیگ برتر فوتبال ایران رکورددار کمترین گل خورده رکورددار بیشترین برد رکورددار بیشترین امتیاز در تاریخ لیگ برتر فوتبال ایران صعود به مرحله یک‌هشتم نهایی لیگ قهرمانان آسیا |
| الاتحاد کلبا       | مربی             | فرهاد مجیدی                                     | ۱۴۰۰ | ۱۴۰۱ | کسب بهترین رتبه تاریخ باشگاه دو بازی سرمربی موقت تیم دوم |

## افتخارات
- ۸ دوره حضور در لیگ قهرمانان آسیا (به عنوان مربی)
- ۶ دوره صعود به مرحله یک‌هشتم نهایی لیگ قهرمانان آسیا (به عنوان مربی)
- ۱ دوره صعود به مرحله یک‌چهارم نهایی لیگ قهرمانان آسیا (به عنوان مربی)
- صعود به مرحله نهایی جام ملت‌های زیر ۲۳ سال آسیا (به عنوان مربی)